# X-7 (航空機)
ロッキードX-7
X-7（本体およびラムジェットエンジン部）
- 用途：実験用航空機
- 設計者：ロッキード
- 製造者：
- 運用者：アメリカ空軍
- 初飛行：1951年4月26日
- 退役：1960年
- 運用状況：退役

X-7は、アメリカ合衆国で開発された無人実験機。製造はロッキード社。高高度および極超音速域での空力特性やラムジェット推進、誘導ミサイル技術などの試験に使われた。

## 概要
計測機器やテレメータ、誘導システムなどを内蔵した細い胴体に短めの主翼をつけた無人機で、ラムジェットエンジンは胴体から独立して機体後下部に搭載されている。機体は地上発進も可能だが、主にB-29もしくはB-50に搭載されて高度11,900m以上まで上昇した後に投下される。通常は安定翼付き大型ロケットブースターが取り付けられており、ブースターによってマッハ2.5～3まで加速した後に、ラムジェットエンジンが点火される。降着装置はなく、飛行後はパラシュートによって着地、地上にて回収された後に再使用される。
飛行試験においては、最大速度4,636km/hを記録した。改良型としてX-7A-1、A-2、A-3およびX-7Bも開発されており、主翼のテーパーなどに改良が加えられている。
計61機が生産されてアメリカ陸海空軍の試験に用いられ、1951年4月から1960年7月までに130回の飛行を行った。また、本機によって得られた空力特性データがF-104の設計に用いられている。

## AQM-60

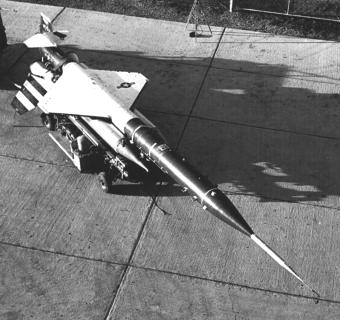
ミサイル防衛システムの試験のため、B-50に搭載されるのを待つAQM-60

X-7は高速無人標的機XQ-5 キングフィッシャー（Kingfisher：カワセミの意）へと発達した。製造はX-7と同様にロッキード。1963年に空軍から陸軍に移管されミサイルに類別されAQM-60と改称された。X-7と合計して61機が製作された。
ナイキ・ハーキュリーズのような初期の地対空ミサイルの試験に用いられ、1960年代半ばに計画は終了した。
一説によるとこの時代の防空ミサイルシステムにとって本機はあまりにも高速に過ぎたため対空ミサイルの能力に疑問が抱かれ、政治的理由によって計画が中止されたとも言われる。

## 要目
X-7Aのもの。
- 全長：11.28 m
- 全幅：3.67 m
- 全高：2.1 m
- 自重：1,250～1,970 kg
- 全備重量：4,040 kg
- エンジン：

マーカート XRJ43-MA-3（推力：5,220 kg） / XRJ43-MA-5 / XRJ43-MA-7 / XRJ43-MA-9 ラムジェットエンジン × 1基
サイオコール 固体燃料ロケットブースター（推力：22,000 kg） × 1～2基
- 最大速度：4,636 km/h
- 最大到達高度：32,308 m